# All-Ireland Senior Football Championship 1984
L'All-Ireland Senior Football Championship 1984 fu l'edizione numero 98 del principale torneo di calcio gaelico irlandese. Kerry batté in finale Dublino.

## Semifinali
| Dublino 12 agosto 1984 | Kerry | 2-17 – 0-11 | Galway | Croke Park |

| Dublino 22 agosto 1984 | Dublino | 2-11 – 0-08 | Tyrone | Croke Park |

### Finale
| Dublino 23 settembre 1984 | Kerry | 0-14 – 1-06 | Dublino | Croke Park (68365 spett.) |